# میرزا محمد تنکابنی
میرزا محمد تنکابنی، معروف به مجتهد تنکابنی، فرزند میرزا سلیمان و نویسنده کتاب قصص العلماء، یکی از علمای شیعه در اواخر قرن سیزدهم هجری قمری است. تنکابنی از شاگردان صاحب ضوابط بود. وی در کتاب قصص خود شرح حال و ترجمه بیش از ۱۵۰ نفر از علمای بزرگ شیعه از قرن چهاردهم تا زمان خویش را جمع‌آوری کرده‌است.

## زندگی‌نامه
وی در ۱۲۳۰، ۱۲۳۴ یا ۱۲۳۵ ه‍.ق به دنیا آمد. خاندان او از علمای شیعه بودند و پدرش، میرزا سلیمان تنکابنی، و مادرش از سادات امام جمعه اصفهان بود. هیچ‌یک از منابع، و حتی خود تنکابنی در کتاب قصص، به محل تولدش اشاره نکرده‌اند. شاید اشتهار او به تنکابنی حاکی از محل تولدش باشد.
میرزا محمد تنکابنی، مقدمات علوم دینی و ادبیات عرب را نزد پدر خود فراگرفت و بر کتاب‌های سیوطی و جامی تعلیقه نوشت. پس از ارتحال پدر خود، به قزوین و سپس به تهران مهاجرت کرد و در محضر استادان و علمای آن زمان، تحصیلات خود را ادامه داد. وی پس از چندی عازم اصفهان شد و در درس استادان مشهور آن شهر شرکت کرد.

### هجرت به نجف
هم‌زمان با تحصیل در اصفهان، خبر حمل جنازه پدرش (که مدتی در تنکابن به‌طور امانت به خاک سپرده شده بود) به عتبات عالیات، به او رسید. با شنیدن این خبر، خود را به کرمانشاه رسانید و همراه جنازه پدر راهی نجف شد. پس از خاکسپاری پدر، فرصتی پیش آ مد و تحصیل خود را در عراق ادامه داد. او در عراق نزد علمایی همچون شیخ انصاری و سیدابراهیم قزوینی درس خواند و در جوانی به درجه اجتهاد و استادی در حوزه علمیه نجف رسید.

## آثار
تنکابنی در زمینه‌های علمی مختلفی چون ادبیات عربی، شعر، اصول فقه، فقه، درایه، تفسیر، کلام و فلسفه آثاری شامل تألیف، شرح، حاشیه و ترجمه دارد که بنا بر نقل خود او به بیش از ۱۷۱ اثر می‌رسد.

### قصص العلماء
مشهورترین اثر تنکابنی کتاب قصص العلماء است. این کتاب به زبان فارسی نگاشته شده‌است و زندگینامه ۱۵۳ تن از علمای شیعه را دربردارد که بیشتر آنان از مشایخِ اجازه و اصحاب تألیف قرن سوم تا اواخر قرن سیزدهم‌اند و بیش از شصت درصد آنان به دوره صفویه و پس از آن تعلق دارند. شرح حال شمار زیادی از عالمان شیعه نیز به مناسبت ذکر شده‌است.
کتاب در مورد علمای شیعه بزرگنمایی می‌کند و افسانه می‌سازد که بگوید خیلی اقتدار داشتند و به صوفیه هم تعریض می‌زند. کشف و کراماتی برای محمدتقی مجلسی نام می‌برد که پر از افسانه است.

## دیگر آثار
1. بدایع الاحکام فی شرح شرایع الاسلام
2. آداب المناظره
3. لسان الصدق، در علم اصول
4. شرح بر وجیزة شیخ بهایی، در علم درایه
5. تعلیقه بر قوانین
6. رسالة فی غسل الجنب
7. رسالة فی فاطمه بنت موسی بن جعفر
8. الفوائد الرضویه

## استادان
تنکابنی، فقه، اصول و رجال را عمدتاً نزد سید ابراهیم موسوی قزوینی، صاحب ضوابط الاصول، آموخت و در درس استادانی چون شیخ محمدحسن نجفی صاحب جواهرالکلام، زین العابدین مازندرانی و سید محمدباقر شفتی، و ملا آقا دربندی حاضر شد و از ایشان و استادان دیگر اجازه روایت گرفت.

## شاگردان
سیدعلی قزوینی، میرزا محمدحسن تنکابنی، سید احمد کیسمی، ملاعلی اشکوری، ملا عبدالعلی مرجانی طالقانی از شاگردان او بوده‌اند.

## درگذشت
میرزا محمد تنکابنی در ۲۷ جمادی‌الثانی ۱۳۰۲ هجری قمری درگذشت. بدن وی در سلیمان‌آباد تنکابن دفن شده‌است.